# قسم المزرعة الجنوبية الريفي (مقاطعة آق قلا)
قسم المزرعة الجنوبیة الريفي (بالفارسية: دهستان مزرعه جنوبی) هي قسم تقع في إيران في Voshmgir District. يقدر عدد سكانها بـ 5,891 نسمة .